# Helalia Johannes
Helalia Lukeiko Johannes, accreditata anche come Hilaria Johannes (Oshali, 13 agosto 1980), è una maratoneta namibiana, vincitrice della medaglia di bronzo ai Mondiali di Doha 2019.
Ha rappresentato il proprio paese in tre edizioni dei Giochi olimpici dal 2008 al 2016.

## Palmarès
| Anno | Manifestazione           | Sede           | Evento         | Risultato | Prestazione | Note                                     |
| ---- | ------------------------ | -------------- | -------------- | --------- | ----------- | ---------------------------------------- |
| 2005 | Mondiali di cross        | Saint-Galmier  | Corsa seniores | 80ª       | 32'04"      |                                          |
| 2007 | Giochi panafricani       | Algeri         | Mezza maratona | 5ª        | 1h15'27"    |                                          |
| 2007 | Universiadi              | Bangkok        | Mezza maratona | 5ª        | 1h16'55"    |                                          |
| 2008 | Giochi olimpici          | Pechino        | Maratona       | 40ª       | 2h35'22"    |                                          |
| 2009 | Mondiali                 | Berlino        | Maratona       | 55ª       | 2h50'19"    | Miglior prestazione personale stagionale |
| 2011 | Giochi mondiali militari | Rio de Janeiro | Maratona       | Bronzo    | 2h37'15"    |                                          |
| 2011 | Giochi panafricani       | Maputo         | Mezza maratona | Bronzo    | 1h11'12"    |                                          |
| 2012 | Giochi olimpici          | Londra         | Maratona       | 11ª       | 2h26'09"    |                                          |
| 2013 | Mondiali                 | Mosca          | Maratona       | dnf       | dnf         |                                          |
| 2014 | Giochi del Commonwealth  | Glasgow        | Maratona       | 5ª        | 2h32'02"    |                                          |
| 2016 | Giochi olimpici          | Rio de Janeiro | Maratona       | 56ª       | 2h39'55"    |                                          |
| 2017 | Mondiali                 | Londra         | Maratona       | 19ª       | 2h32'01"    |                                          |
| 2018 | Giochi del Commonwealth  | Gold Coast     | Maratona       | Oro       | 2h32'40"    |                                          |
| 2019 | Mondiali                 | Doha           | Maratona       | Bronzo    | 2h34'15"    |                                          |
| 2021 | Giochi olimpici          | Tokyo          | Maratona       | 11ª       | 2h31'22"    | Miglior prestazione personale stagionale |
| 2022 | Giochi del Commonwealth  | Birmingham     | Maratona       | Bronzo    | 2h28'39"    | Miglior prestazione personale stagionale |
| 2024 | Giochi olimpici          | Parigi         | Maratona       | 68ª       | 2h38'36"    |                                          |

## Campionati nazionali
2005
- Argento ai campionati namibiani di mezza maratona - 1h22'45"

## Altre competizioni internazionali
2008
- 7ª alla Maratona di Seul ( Seul) - 2h33'06"
- 9ª alla World 10K Bangalore ( Bangalore) - 34'04"

2009
- Argento alla Maratona di Dublino ( Dublino) - 2h33'26"

2010
- 8ª alla Maratona di Seul ( Seul) - 2h34'34"
- 16ª alla Mezza maratona di Delhi ( Nuova Delhi) - 1h14'19"

2011
- Oro alla Maratona di Dublino ( Dublino) - 2h30'35"
- 14ª alla World 10K Bangalore ( Bangalore) - 34'47"

2012
- Bronzo alla Maratona di Vienna ( Vienna) - 2h27'20"
- 5ª alla Mezza maratona di Delhi ( Nuova Delhi) - 1h11'43"
- 7ª alla World 10K Bangalore ( Bangalore) - 33'31"

2013
- 6ª alla Maratona di Tokyo ( Tokyo) - 2h29'20"

2014
- Bronzo alla Maratona di Seul ( Seul) - 2h28'27"
- 9ª alla World 10K Bangalore ( Bangalore) - 34'42"

2016
- 5ª alla Maratona di Vienna ( Vienna) - 2h35'56"
- Oro alla Maratona di Dublino ( Dublino) - 2h32'32"

2017
- 6ª alla Maratona di Vienna ( Vienna) - 2h29'25"

2020
- Bronzo alla Maratona di Valencia ( Valencia) - 2h19'52"

2021
- 5ª alla Maratona di New York ( New York) - 2h26'09"